# 和服
和服（わふく）とは、日本在来の衣服のこと。日本における民族服ともされる。和服を着用することや和服で装った姿を「和装」という。
「和服」及び「和装」はそれぞれ「洋服」及び「洋装」の対義語で、洋服や洋装の導入により、広く着るものを意味していた着物（きもの）は長着を中心とした和服を指すようになった。

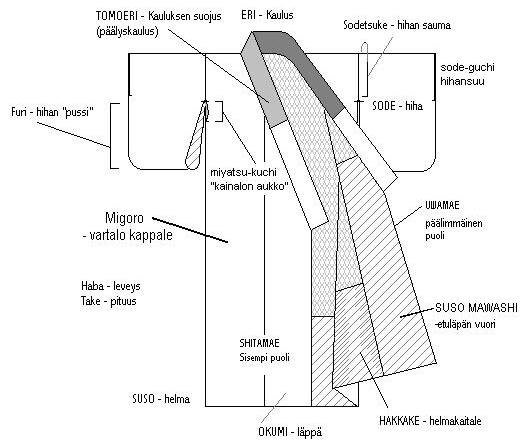
外国人向けに制作された和服の部位の説明。

## 概説
和服という用語
「和服」は、文字通り「和」の「服」、すなわち日本の衣服という意味である。この言葉は明治時代に西洋の衣服つまり「洋服」に対して、「従来の日本の衣服」を表す語として生まれたレトロニムである。
服飾史学者の小池三枝によれば、「着物」は元来「着る物」という意味であり、単に「衣服」を意味する語であった。しかし幕末に洋服が移入して以降、「西洋服」・「洋服」と区別して、「従来の日本の衣服」を（レトロニムで）「日本服」・「和服」と呼ぶようになり、さらに「着物」の語にも置き換えられるようになった。時代が進み、明治時代になると日本人は日常生活で頻繁に洋服が用いられるように、「着物」から「着る物」という本来の意味は薄れていき、「和服」の意味が濃くなっていった。現代での「着物」という語は専ら「和服」を意味し、狭義には一定の形式の和服（着物と羽織という場合の着物、つまり長着）を指す言葉に移りつつある。それと同時に、「洋服」が「着る物」の意味で使われるようになった。
日本で和服という言葉が生まれる明治時代よりも前の16世紀の時点で、日本人が衣服のことを指して呼んだ着物 (kimono) が、現在で言う和服を表す語としてヨーロッパ人に知られるようになり、現在ではヨーロッパに限らず世界の多くの言語で日本で和服と呼んでいる物を kimono と呼んでいる。明治大学政治経済学部教授で文学者のマーク・ピーターセンの解説によると"kimono"は「和服」ではなく「着物風の婦人用化粧着」というものを表わす英単語として使われ、さらに「着物姿の」という意味で"kimonoed"と単語の活用がなされる場合がある。
呉服という呼び名については、これは和服用の織物の呼称の一つで、特に絹織物を指す語である。もともとは絹織物を指す語として、綿織物・麻織物を指す「太物（ふともの）」と区別されていたが、現在は和服用の織物の総称としても使われている。
和服の、世界の衣服の中での位置づけと特徴

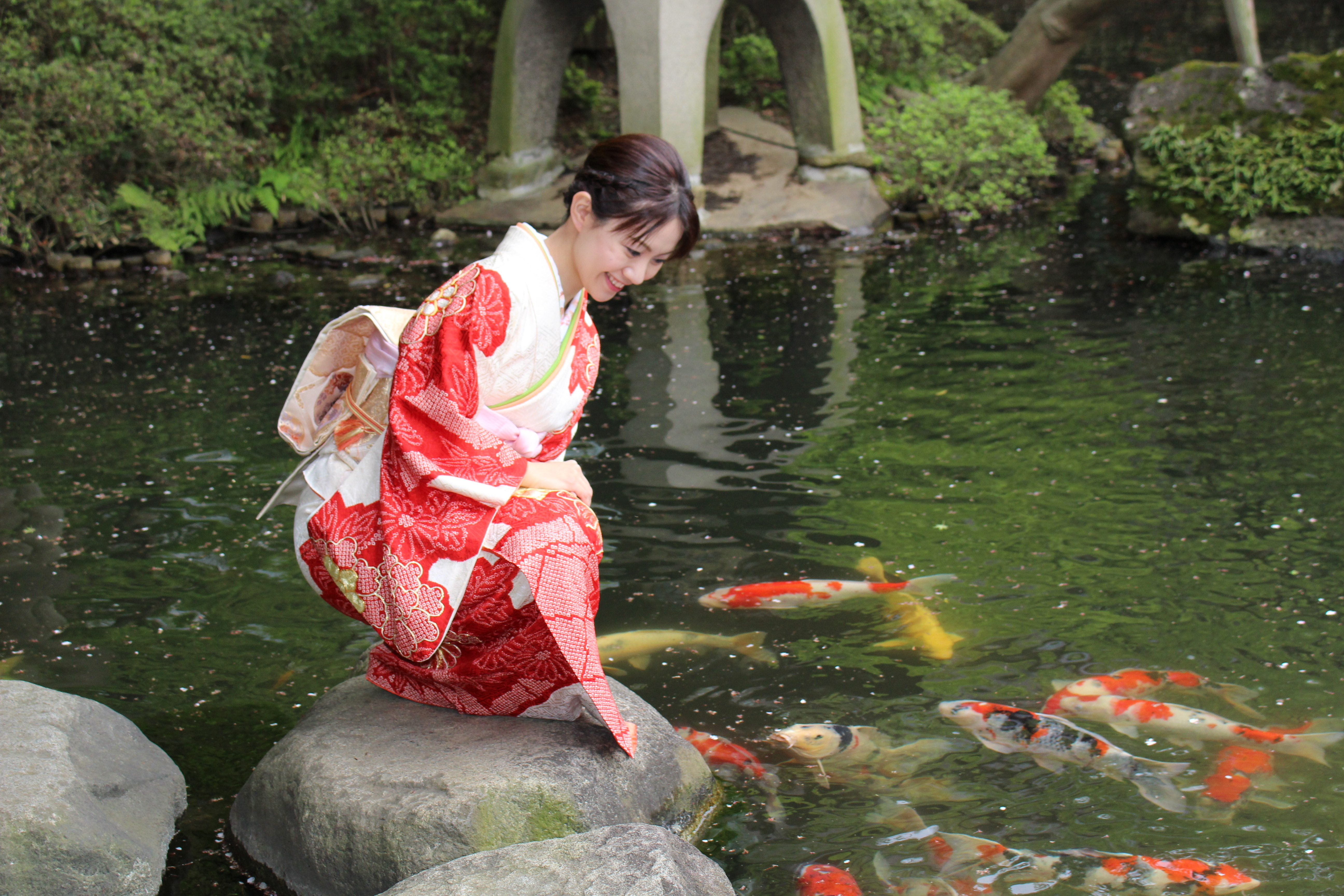
日本庭園に佇む和服を着た女性。

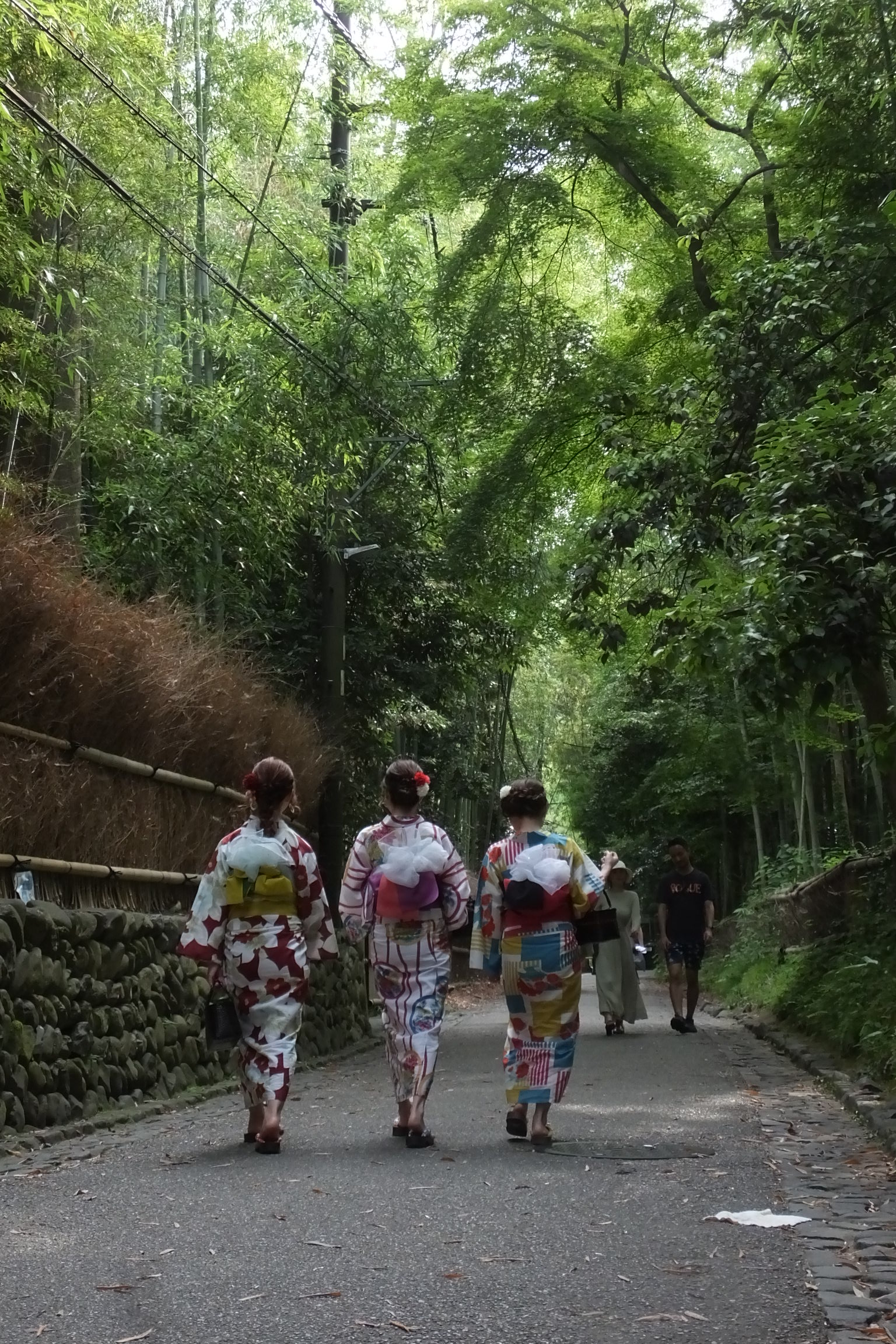
京都嵐山竹林の道を歩く和服姿の女性。

そもそも衣類を大きく分類すると、懸衣型（けんいがた）、寛衣型、窄衣型（さくいがた）の3種に大別できる。
懸衣型とは布を裁断したり縫ったりすることなく、身体に懸（か）けたり巻いたりするだけで成り立つ衣服。寛衣型とは緩やかなワンピース形式の衣服。窄衣型（さくいがた）とは、身体にぴったり合うように（曲線的に裁断したり縫ったりして、立体的に）「仕立てた」衣服。これら3種がさらにそれぞれ2種類に分類されているので、それらの関係を以下に示す。
- 懸衣型（けんいがた）：身体にかけたり巻いたりするだけで成り立つ衣服[7]。
  - 貫頭衣形式 （poncho ポンチョ形式）：1枚の布地の中央部に穴を開けるか切り目を入れ、そこから頭を通して身体の前後に布地を垂らし、身頃（みごろ）にした衣服。中南米の原住民の外衣にみられる[7]。
  - 巻衣（まきい）形式（drapery 形式）：身体に巻いたり、袈裟状に斜めに懸けたりした衣服。たとえば古代ギリシアのキトンや古代ローマのトーガ、インドのサリーなどである[7]。
- 寛衣型：緩やかなワンピース形式の衣服[7]
  - 寛袍（かんぽう）形式（robe ローブ形式）：緩やかに包む服で、たとえば緩やかな中国服やヨーロッパ中世のブリオーなどにみられる[7]。
  - 前開（あ）き服形式（caftan カフタン形式）：身頃を前で開いたままか、またはあわせて着る服である[7]。トルコのカフタンや和服などがこれに当たる[7]。
- 窄衣型（さくいがた）：布を裁断したり裁縫したりして身体にぴったり仕立てた衣服[7]。窄衣型の典型は北方の寒帯地域にみられるが、活動に便利なので、部分的には温暖な地域でも着られた[7]。
  - 密着服形式（shirt シャツ形式）：シャツ状の（身体に密着する）衣服[7]。たとえば古代エジプトの女子や古代メソポタミアの男女の衣服にみられる[7]。
  - 円筒服形式（tunic チュニック形式）：チュニック形式の衣服のこと[7]。近・現代の洋服や、中国北方の諸民族が着用したいわゆる胡服（こふく）にその典型をみることができる[7]。

つまり、和服は「寛衣型」の中の「前開き服形式」の衣服である。
長着を身体にかけ、帯を結ぶことによって着つける。
洋服は曲線で裁たれたパーツを組み合わせ、立体的な身体に沿わそうと造形されるのに対し、和服は反物から直線で切り取ったパーツを縫い合わせた平面構成により造形される。

## 和服の種類
和服は形態による種類（長着や羽織など）のほか、格式別（振袖、留袖、訪問着、付け下げ、小紋など）、織物組織（紗、絽など）、糸使い（紬、縮など）、繊維素材（絹、麻、綿、合成繊維など）、染色方法（先染め、後染め）などによって分類される。
日本家政学会編『衣類の百科事典』では、和服を着装に応じたTPOによって礼装、準礼装、略礼装、普段着に分類している。このほかに祭りで着る法被（はっぴ）、旅館等で着る浴衣（ゆかた）やどてらのように限定的な機会や場面でのみ着用されるものもある。和装は着物を着装する者がどのような場面や機会で身に着けるかによって種類を異にする。着装機会ごとの着物の種類等は地域差があるが、以下では一般的な例を示している。

### 女性用の礼装

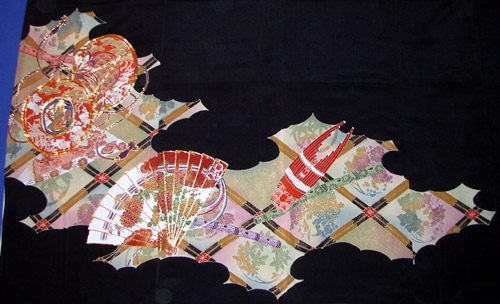
雅楽の模様の黒留袖

女性の礼装では、黒留袖、色留袖、振袖等を着用し、留袖の場合は上着として羽織を着用することもある。
留袖は黒地または色地で腰から裾にかけてだけ模様があるので「裾模様」ともいう。本来は2枚重ねて着ていたが、現代では衿や袖口が二重になっていて2枚の着物を重ねて着ているように見える比翼仕立てのものが多い。
戦後、マスメディアの発達に伴い、正装のルールが全国規模で統一され始め、合理化もされた。
本振袖
未婚女性の礼装である（第一礼装）。黒地のものを黒振袖、黒地以外のものを色振袖という。本振袖は裾ふき（裾にある裏布を表に折り返して縁のように仕立てた部分）と袖口ふき（袖口にある裏布を表に折り返して縁のように仕立てた部分）が厚く、着物の丈も長いのが特徴で裾を引く格好となる。大振袖の場合にはふきに真綿が入っている。着物の裾と袖口につける裏地を裾まわし（八掛）といい、大振袖では表生地と同じ染めの布地であるため「共八掛」という。

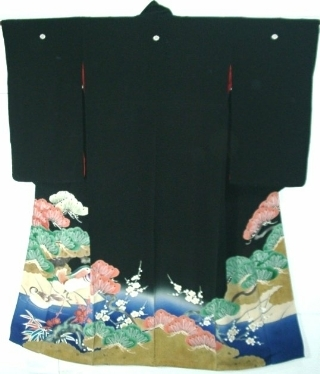
黒留袖
既婚女性の礼装である（第一礼装）。腰から裾にかけてだけ模様がある着物は「江戸褄模様」と呼ばれ、現代では黒留袖を「江戸褄」と呼んでいる。染抜きの五つ紋が最も格式が高い。第一礼装では白の半襟を用いる。また、帯も格の高い袋帯を使用することが多い。
色留袖
黒地以外の留袖を色留袖といい、既婚女性に限らず着用される。色留袖には染抜き五つ紋、三つ紋、一つ紋があるが、色留袖の五つ紋は黒留袖と同格とされる。なお、宮中行事では黒が「喪の色」とされており黒留袖は着用しない慣例になっているため、叙勲その他の行事で宮中に参内する場合、色留袖が正式とされている。
訪問着
女性の準礼装の絵羽模様の着物である。絵羽模様とは仮縫いをして模様を合わせて作られた、全体が一枚の絵のようになっている模様をいう。
付け下げ
女性の準礼装の着物の一つである。肩山と袖山を頂点に裾から上向きの模様を、前身頃と後身頃に付けたものである。訪問着よりも工程が少ないため格は下とされる。
色無地紋付き
黒以外の色で染めた色無地のうち、紋付のものが準礼装とされる。

### 男性用の礼装
染抜き五つ紋付の黒羽二重の着物と羽織、それに仙台平などの縞の袴姿が第一礼装である。帯には角帯を用いる。足袋はキャラコやブロード地のもの、草履は布製の鼻緒の付いた畳表のもので、鼻緒は白が一般的に用いられる。

### 普段着
女性用のおしゃれ着として小紋や紬がある（色無地のうち紋がないものも、おしゃれ着、普段着とされる）。また、男性用の普段着の和服には色無地などが含まれる。
- 寝間着（ねまき）
- 掻巻
- 丹前（たんぜん）
- 浴衣（ゆかた）
- 割烹着（かっぽうぎ）
- 甚平（じんべい）
- 作務衣（さむえ）
- 道着
- 白装束
- 長着（ながぎ）
- 半着（はんぎ）

## 和服の部位
和服は背を中心に左右に後身頃、前身頃、衽（おくみ）を置いた左右対称のシンメトリカルな平面構成である。
なお、表地だけの一重の衣服または裏地のないものを単（ひとえ）、裏地の付いた衣服または二枚の布帛（ふはく）を表裏に縫い合わせて用いたものを袷（あわせ）という。

### 身頃
身頃は衣服で袖（そで）や衿（えり）を除いた、体の表や背面を覆う本体部分をいう。前身頃を合わせたときに、上になる方の身頃を上前（うわまえ）、下になる方の身頃を下前（したまえ）という。

### 衽
衽（おくみ）は前合わせを容易にするために、前身頃に付ける半幅布である。前身頃、後身頃、衽の幅をすべて合わせた幅を身幅（みはば）という。

### 袖
袖は腕を覆う部分である。和服の袖は、袖丈が長ければ優雅さが演出され、短ければ活動的で普段着として好まれる。
袖口を縫わない形状の衣服を大袖（形式）というのに対し、袖口を小さく縫っているものを小袖（形式）という。歴史的には上流階級の人々が下着として着ていた小袖が、生地や装飾の質が向上するとともに、室町時代には表着として使用する衣服として定着した。
袖には形状により、振袖、長袖、袂袖、筒袖、元禄袖、角袖、留袖、船底袖、変わり筒袖などがある。
広袖（ひろそで）
大袖(おおそで)ともいう。広い袖口。

小袖（こそで）
小さい袖口。または、小さい袖口がある服。

半袖（はんそで）
腕の手首に近い部分が包まれない袖。
筒袖（つつそで）
円筒状の袖で、腕と袖の布の間にあまり空間がない袖。洋服においても、同様の袖を筒袖と呼んでいる。現代の和服の多くは筒袖ではないが、作業着や普段着の和服には筒袖がみられる。

元禄袖（げんろくそで）
袖丈は子供物で30から40cm、大人物で42cmから45cmで、袂の輪郭が丸みが大きく作られている袖。丸みは老若での加減はあるが8cmから15cm程度。元禄時代の小袖が始まりのため、この名が付けられている。
角袖（かくそで）
角に丸みを付けない四角い袖。

広い肩幅と狭い袖幅
室町時代後期から江戸時代初期にかけて、裕福な庶民の間に、少し変わった形状の袖を持つ絹の和服が流行した。当時それは「小袖」と呼ばれたものの、平安時代の小袖とも現在の小袖とも違う特徴を持つ。その袖は、袖幅が短く（肩幅の約半分）、袖口が小さく、袖の下の輪郭が大きく膨らんで緩やかなカーブを描いている。半袖ではない。これは現在の寸法と違い当時の着物の前幅・後幅などが現在よりもかなり大きくたっぷりしているため、相対的に袖の寸法（袖幅）が短くなってしまっているのである。現在、この服を「初期小袖」と呼ぶのが間違いなのは、平安時代に既に「小袖」が登場していたからである。しかし現在、この服を「初期小袖」と呼んで解説している書物がある。

キモノスリーブの一例

肩衣（かたぎぬ）
袖のない身頃だけの衣服。
キモノ・スリーブ
英語で "Kimono Sleeves" という、洋服の袖の様式を指す言葉がある。直訳すると「着物の袖」だが、これは和服の袖を指す言葉ではなく、身頃と袖とを一枚截ちで仕立てた袖のことである。

### 衿
和服の衿（えり）は、幅の広さによって、広衿、バチ衿、棒衿の3つに分けられる。
- 広衿 - 衿の2倍の衿幅に仕立てたもので、着付け時に半分に折り返して調節できるもの[26]。
- バチ衿 - 半分に折った状態で縫い留めたもので、衿先に向かって幅は広くなっており、三味線のバチに似ていることに由来する[26]。
- 棒衿 - バチ衿と同じく初めから衿幅を折って仕立てているが、中心から衿先までの幅が同じもの[26]。

現代では一般的な着物は広衿、浴衣はバチ衿で仕立てているものが多い。
衿とは別に、衿の汚れが汚れるのを防ぐために衿の上から付ける衿を共衿（ともえり）という。

## 和装の構成

### 長着及び帯
長着は先述のれるように直線裁ちの寛衣型一部式の前開きの衣服で、これを帯などを用いて着付ける。ただし、上下にした二部式の長着もある。また、帯についても最初から帯結びの形状が作られていて簡単に装着できるようにした「作り帯」と呼ばれるものもある。
- 帯
  - 丸帯
  - 袋帯
  - 名古屋帯
  - 袋名古屋帯
  - 半幅帯
  - 角帯
  - 兵児帯（へこおび）
  - 石帯（せきたい）
  - 単帯
  - 踊り帯
  - 腹合わせ帯
  - 掛下帯
  - 祝帯
  - 抱え帯
  - 軽装帯
  - 扱帯

伊達締めなど和装小物については後述。

### 羽織及び袴
礼装などでは羽織や袴なども着用される。袴は江戸時代には袴着の祝いという儀式が行われ、これは現代の七五三の祝いと重なるもので男子の通過儀礼の印となっていた。女性が袴を着用するようになったのは明治中期頃に行灯袴が考案されてからであるといわれており、上流階級層の子女が高等教育を受けるようになって女子学生に普及し、さらに動きやすかったことから女工たちも着用するようになった。
- 羽織（はおり）
  - 和装コート（わそうこーと）
  - 被布（ひふ） - 羽織に似た和服用外衣で、江戸時代の後期から茶人や俳人が用いるようになり、明治時代以降は主に女性用となった[17]。
  - 道行（みちゆき）
  - 道中着（どうちゅうぎ）
  - 東コート（あずまこーと）
  - 雨コート（あまこーと）
  - インバネスコート
  - 角袖
  - 直垂（ひたたれ）
  - 大紋（だいもん）
  - 素襖（すおう）
  - 裃（かみしも）
  - 胴服（どうふく）
  - 十徳（じっとく）
  - 茶羽織（ちゃばおり）
  - 袢纏（はんてん） - 羽織に似るが、襠（まち）や衿（えり）の折り返しがなく胸紐もないもの[17]。
  - 法被（はっぴ）
  - 陣羽織（じんばおり）

- 袴（はかま）
  - 馬乗り袴 - 両足が分かれたズボンタイプの袴[11]。
  - 行灯袴（行燈袴） - 両足が分かれていないスカートタイプの袴[11]。
  - 仕舞袴（しまいばかま）
  - 大口袴（おおくちばかま）
  - もんぺ
  - 指貫（さしぬき）

### 和装小物
和装の小物として、伊達締め、腰紐、帯枕、帯板、帯揚げ、帯締め、半衿、伊達衿などがある。
- 伊達締め - 襟元を整えるために長襦袢や着物の上で締めるもの[1]。
- 腰紐 - おはしょりを作ったり着崩れを防ぐための紐[1]。
- 帯枕 - お太鼓の上部を支えて形を整えるための道具[1][29]。
- 帯板（おびいた） - 胴回りの帯にシワが出るのを抑えるための道具[1]。
- 帯揚げ（おびあげ） - 帯枕を隠して帯結びを整える道具[1]。
- 帯締め（おびじめ） - 帯結びが崩れないよう帯の上から固定する道具[1][30]。
- 半衿 - 汚れを防いだりファッション性を高めるために長襦袢の衿部分に付けるもの[1]。
- 伊達衿 - 半衿と着物の間に挟んで整えるもの[1]。

### 上着
羽織やコート（道行）を着用するのが一般的で、雨天に用いる雨コートもある。

### 足袋
和装の際に履くもので、素材は正絹、綿、麻、化学繊維などがある。

### 履物
草履や下駄を着用するのが一般的で、雨天に用いる歯が高めで爪先にカバーの付いた雨下駄もある。

## 和裁（和服裁縫）
和裁とは、和服裁縫の略語であり、和服を制作することやその技術のことである。「和服の仕立て」ともいう。詳しくは、和裁を参照。

## 歴史

### 簡史
古墳時代以前は確固たる資料が乏しいため、主に埴輪など出土物の形状から判断することになる。それによると筒袖、垂領という小袖系の着衣や袴の祖型ともいえる着衣が既に見える。
奈良時代は上流階級が中国の唐朝に強い影響を受けた時代とされ、当時の唐の漢服の影響を受けたとみられる衣装が多い。また、衣服令として朝廷で着る服として、礼服・朝服・制服が定められている。一方で、庶民階級は簡素で働きやすい衣装を着るもので、この時代後も古代以来の上衣・袴形式のものを身に着けている。
平安時代前期に遣唐使が廃止され唐が滅び、平安時代中期から後期以降はいわゆる国風文化が栄えた時代である。上流階級の間では十二単、束帯を始めとした新しい衣装が生まれた。下半身に袴等を着用し、上衣に複数の衣装を重ね着する豪華なものが多い。この貴族階級では小袖は単に上半身の下着として着用されていた。一方で、平安、鎌倉時代で庶民階級では小袖が一般服であり、それを袴で括った上衣、袴形式等の簡素なものを身に着けていた。また、庶民階級における小袖はさらに簡素に小袖一枚に腰帯を巻くだけというものが多くみられるようになる。これを小袖の着流しともいう。また、筒袖から詰袖に変化している。例えば平安時代末期の伴大納言絵詞にある庶民の服装の女性の一部や、大山寺縁起の稲作を行う女性たちである。労働者階級にとっては袴などは邪魔になることもあった。もっともこの小袖が現代の着物のベースとなっていく。
鎌倉時代後半や室町時代以降になると、公家階級の弱体化が極に達し、さらに元々が平民に近い武力集団である武士達が上流階級化することによって、従来の豪華な上衣がなくなっていき、最下層衣として着られていた小袖が表に現れ、庶民の間での小袖と一体化し、室町時代にはもっともシンプルで現代の着物のベースとなる小袖が生まれたと言える。小袖に袴をつけたいわゆる小袖袴はこの時代略装として扱われ、後に正装となる。例えば現代の男性向けの着物と言える羽織袴は、小袖袴に羽織をまとったものである。また、ついには上流階級でも袴を取り去ってしまうようになり、上流下流問わず小袖の着流しは一般的な略装となっていく。
江戸時代に入ると、太平の世に伴い女性ものの小袖もより多様な絵柄がついたり形状が変化したりと需要に応じて華やかに変化していく。袖丈が伸び、帯は長大化し、着崩れ防止のために歌舞伎で使われていた帯締めの転用により、現代みられる振袖となった。元禄年間には袂が大きく、派手で斬新な意匠が多くなり、裾は引きずるように余裕を持った着付けが増えた。これらの経緯から現代の一般的な着物に至る。

### 縄文時代・弥生時代
縄文時代の身体装飾については石製や貝製の装身具などの出土事例があるが、衣服に関しては植物繊維などの有機質が考古遺物として残存しにくいため実態は不明である。ただし、編布（アンギン、縄文期独自の編み物）の断片やひも付きの袋などの出土事例があり、カラムシ（苧麻）・アサ（麻）などの植物繊維から糸を紡ぐ技術や、できた糸から布地を作る技術はあったことがわかる。この編布から衣服が作られて着られていたと推測されている。
縄文時代には人形を模した土偶の存在があるが、土偶の造形は実際の身体装飾を表現したとは見なしがたい抽象文様で、実際の衣服の実態をどの程度反映しているかはっきりしない。
弥生時代の衣服についても、出土事例は少なく、『魏書』東夷伝の一部の「魏志倭人伝」によって推測されているのみである。魏志倭人伝の記述によると、倭人の着物は幅広い布を結び合わせている、男性は髪を結って髷にしているとある。

### 古墳時代・飛鳥時代
古墳時代の豪族たちの墳墓から発掘される埴輪は、当時の服装を知る貴重な資料である。古墳時代の日本人の服は男女ともに上下2部式であり（つまり、現代の洋服の「トップス」と「ボトムズ」のような上・下の構成であり）、男性は上衣と ゆったりしたズボン状の袴で、ひざ下をひもで結んでいる。女性は上衣と喪（裾の長いロングスカート）の姿である。襟は男女ともに左前の盤領(あげくび)という詰衿形式が多い。これらの服装は貴族階級のものと推測される。
『日本書紀』によると、603年に、聖徳太子が、優れた人を評価する冠位十二階を定めて、役人の位階によって冠の色を定めている。これより上層階級は、隋の衣服令に従って中国大陸の漢服を模倣することになる。
7世紀末ごろに、国号が日本と決められた。7世紀末から8世紀初めに作られた高松塚古墳の壁画が1972年から研究された。飛鳥時代の人々の姿が描かれたもので現在も残っているのは、高松塚古墳の壁画だけである。その壁画の一部に描かれていた男子と女子の絵と、『日本書紀』の記述が、飛鳥時代の衣服の考古学上の資料である。現在の研究者達の報告によると、高松塚古墳の壁画の人物像では、男女ともに全ての衿の合わせ方が左衽（さじん）、つまり左前だったという。その壁画では、上半身を覆う服の裾が、下半身を覆う服と体の間に入っていないで、外に出て垂れ下がっているという。その壁画に描かれた服の帯は革でなく織物ではないかと推測されている。
- 高松塚古墳の女子群像
- 高松塚古墳

### 奈良時代
奈良時代の服飾は中国大陸の唐の漢服の影響を受けているとされ、意匠的に似ている部分が多い。前合わせで帯を締める構成が基本となっているなど、基本的な構成にも似た部分がある。唐の礼制は日本の有職故実の一つの要素であった。
701年に日本で制定された『大宝律令』と、『大宝律令』を改めて718年に制定された『養老律令』には、衣服令が含まれていた。『大宝律令』と『養老律令』は現存していないが、『令義解』、『令集義解』から『養老律令』の内容が推定されている。
衣服令では朝廷で着る服として、礼服（らいふく）、朝服(ちょうふく)、制服が定められている。礼服は、重要な祭祀、大嘗祭（おおなめのまつり,だいじょうさい）、元旦のときに着る服である。
朝服は、毎月1回、当時朝庭と呼ばれた場所で朝会と呼ばれるまつりごと。をするときと、当時公事と呼ばれたことを行うときに着る服である。制服は、特別な地位にない官人が朝廷の公事を行うときに着る服である。
礼服・朝服・制服の形式・色彩は、それぞれの地位や役職によって違いがある。
武官の礼服と朝服の規定に、位襖（いおう）が含まれており、研究者達により、位襖は、地位によって違う色を使った襖（おう）であることが分かっている。『古記』によると、襖とは、襴(らん)がなく、腋線を縫わない服で、後の時代の闕腋の袍（けってきのほう）と呼ばれる服と共通点がある。
武官の朝服には、ウエストを固定するための革のベルトがあったと考えられている。
また、文官の礼服を構成する物の中に、襴が付いた服があったと推定されている。これは後の時代の縫腋の袍（ほうえきのほう）と呼ばれる服の原形といわれている。
衣服令は、朝廷と関わりのない庶民の衣服については定めていない。
『続日本紀』（しょくにほんぎ）によると、719年に行った政策の記述の中に「初令天下百姓右襟」という一文がある。全ての人々は衿の合わせ方を右前（右衽）にしなさい、という意味である。これはその当時手本としていた中国において右前に着ることが定められたのでそれに倣ったものと言われている。
- 孝明天皇の袞衣（天子御礼服）。江戸時代。
- 「唐本御影」聖徳太子が描かれた肖像画。
- 木造聖徳太子像（法隆寺蔵）
- 聖武天皇
- 桓武天皇像（延暦寺蔵）
- 薬師寺吉祥天像
- 奈良の礼服
- 礼服を纏った侍従（大阪歴史博物館）

### 平安時代
大陸の服飾の影響を受けていた貴族階級では平安時代前期に遣唐使が廃止され、また、その後の国風文化の発展によって、脱却の進展と共に十二単、束帯といった新たな衣装を生み出し、いわゆる平安装束を形成していった。また、貴族の平安装束の中でも一部ではあるが、現在でも皇室の儀式等で着用されるものも存在する。
平安前期・中期の庶民の衣服についてはよく分かっていないが、後期に成立されたとされる伴大納言絵詞には庶民の姿が描かれている。男性の多くは水干姿で、袴は膝下までの丈である。女性は広袖や小袖の着流しで、腰布を巻いた姿も見られる。
- 四聖御影（ししょうのみえ）永和本（重要文化財）
- 嵯峨天皇像
- 『源氏物語絵巻』宿木に描かれた、貴族の服装
- 土佐光起「源氏物語絵巻」四十二帖『匂宮』
- 佐竹本三十六歌仙のうち伊勢像
- 『平治物語絵巻』に描かれた、貴族の服装
- 伴大納言絵詞に描かれた、院政期の庶民の服装

平安装束
- 束帯（そくたい）
- 下襲（したがさね）
- 水干（すいかん）
- 直衣（のうし）
- 狩衣（かりぎぬ）
- 十二単（じゅうにひとえ）
- 指貫（さしぬき）
- 唐衣（からぎぬ）
- 裳（も）
- 表衣（おもてぎぬ）
- 袿（うちき）
- 単衣（ひとえ）
- 小袖（こそで）
- 細長（ほそなが）
- 衣冠（いかん）
  - 采女装束（うねめしょうぞく）
  - 汗衫（かざみ）
  - 布衣（ほい）
  - 大帷（おおかたびら）
  - 常装束（つねしょうぞく）
  - 下襲（したがさね）
  - 半臂（はんぴ）
  - 袍（ほう）
  - 鳥兜（とりかぶと）
  - 絲鞋（しがい）
  - 縫腋袍（ほうえきのほう）
  - 闕腋袍（けってきのほう）

### 鎌倉・室町時代
庶民が着ていた水干が基になって直垂（ひたたれ）ができた。鎌倉時代、直垂は武家の礼服になった。室町時代へ入ると直垂は武家の第一正装となった。
大紋（だいもん）、素襖（すおう）が出現した。
女性用の衣服も簡易化の一途をたどり、裳（も）は徐々に短くなり袴へと転化し、やがて無くなった。この後は小袖の上に腰巻き、湯巻きをまとう形になった。小袖の上に丈の長い小袖を引っ掛けて着る打掛ができた。
- 武田晴信像（高野山持明院蔵）
- 別所長治の大紋
- 絵巻物「法然上人絵伝」（京都国立博物館蔵）
- 姫路城の千姫人形

### 江戸時代前期
江戸時代になると一層簡略化され、肩衣（かたぎぬ）と袴（はかま）とを組み合わせた裃（かみしも）が用いられた。庶民の文化として小袖が大流行した。歌舞伎などの芝居が流行し、錦絵や浮世絵で役者の服飾が紹介されると、庶民の装いは更に絢爛豪華なものとなった。これに対して幕府は、儒教的価値観から倹約令にて度々規制しようとしたが、庶民の服飾への情熱は収まらず、茶の湯の影響もあって、見た目は地味だが実は金の掛かっているものを好むようになった。
帯結びや組みひもが発達し、帯を後ろで結ぶようになった。
明王朝の末期では、中国人の朱舜水が日本に亡命し、徳川光圀の依頼で、朝服・角帯・野服・道服・明道巾・紗帽・幞頭を描いて教えて、徳川光圀は自分を「朱舜水門の人」と呼んだ。徳川光圀が記した「礼儀類典図絵」と「大日本史·礼楽志」では、奈良時代の服装体系や天子・皇后・親王・武官の服装について詳細に研究し、日本の現代にまで通じる礼装体系にまとめた。

京都の西陣織は、大阪港に住む明王朝の織り技術から、金襴・錦・唐織り・緞子・紋紗・縮緬・刺繍などの様々高度な織造技術を学び続け、西陣の唐織りは大幅に改良した。西陣野本氏は蜀錦を模した5色の糸を織り、花や鳥、などの様々な図形を作り、字画装業は唐織りを開発した。京都の西陣織りは今でも唐織りの中心である。
- 福島正則像
- 肩衣袴
- 小袖
- 『婦女遊楽図』松浦屏風筆
- 『見返り美人図』菱川師宣筆。
- 江戸時代の振袖

### 江戸時代後期
鎖国政策により、国外から絹を輸入しなくなったため、日本で使用される絹のほとんどは国産のものとなった。江戸時代に絹でありながら比較的安価な縮緬を着用する庶民もいたが、1783年から1788年頃にかけて天明の大飢饉が発生したため、幕府は1785年に庶民が絹製品を着用することを禁止した。庶民は木綿製もしくは麻などの衣服を着用した。下町には端切屋の行商がたびたび訪れ、庶民は買い求めた端切れの布で補修しながら大切に衣装を使用した。印籠が着物に合わせる男性用の装身具として流行していたが、江戸時代後期はその美的価値の高まりから収集品としても流行するようになった。
女子服飾は長い袂(たもと)の流行から婚礼衣装の振袖ができた。
1864年には、禁門の変を理由に長州征伐の兵を挙げた幕府が、その時の軍服を西洋式にすることを決め、小伝馬町の商人である守田治兵衛が2000人分の軍服の製作を引き受け、試行錯誤しながらも作り上げた。日本においての洋服の大量生産は、記録に残る限りこれが最初だといわれる。
- 『江戸下町の端切屋』
- 歌川国貞『富貴草園遊覧』
- 三代目歌川豊國画『稲瀬川勢揃いの場』
- 坂本龍馬の女房楢崎龍
- 島津斉彬が撮影したといわれる斉彬の娘たちの写真。
- 薩摩藩の藩士
- 士族の服装
- 士族の結婚式
- 山岡鉄舟
- 江戸時代の庶民の服装

### 明治・大正時代
明治時代になると、明治維新により「殖産興業」という政府の産業育成の動きも手伝って、近代的な絹の製糸工場が建設され、絹の生産量が一層高まった。日本は開国したため国外との貿易が発展し、絹糸(生糸)と絹製品の輸出額は全輸出額の内大きな割合を占め、世界的に日本は絹の生産地と見なされるようになった。絹糸の大量生産に伴って、絹は他の商品と比べてそれほど高価ではなくなり、女性の和服に様々な種類の生地が用いられるようになった。それに伴い絹織物も、縮緬・綸子・御召・銘仙など種類が増えた。出来上がった生地は染色技術の発達により二次加工され、今までにない友禅文様が可能になった。絹の小紋染めの流行は、江戸時代から引き続き、伝統的な晴着として大いに人気を集めたが、あらかじめ先染めの糸で文様を織り出した縞や絣も好まれた。
明治時代以降、華族（大日本帝国憲法下での貴族制度）や西洋人と接する機会の多かった人々の間では比較的早く洋服が定着した。政府の要人の場合は、洋服を着ることにより、日本が西欧の進展した科学技術を習得し近代化を目指す意欲を西洋の外国人にアピールし、交渉などを有利に進める目的があったといわれている。庶民は、洋服がまだ高価だったことや、伝統への美意識や執着などから江戸時代以来の生活の様式を保持し続けた。西洋からの服飾の輸入がなされ、間もなく日本国内でも洋服が作られるようになった。以前は日本在来の衣服を「着物」と呼んでいたが、元々着物には服という意味しかない。そこで洋服と区別するために、以前「着物」と呼んでいた服を「和服」と呼ぶようになった。
洋服が登場し始めた頃は、貸衣装屋から洋服を借りて着用するのが普通だった。明治時代には洋服は主に男性の外出着や礼服であり、日常はほとんど和服が使用された。小規模ながらも各地に洋服の貸し出し店や洋服販売店ができるようになった。女性は和服が主で、宮中でも小袿や袿袴だった。
1871年（明治4年）に陸軍や官僚の制服を西洋風に改めることを定めた明治天皇の勅諭（太政官布告399号「爾今禮服ニハ洋服ヲ採用ス」）が発せられた以後、警察官・鉄道員・学校教員などが順次服装を西洋化していった。男性は、軍隊では軍服の着用が義務付けられたが、このときの軍服は洋服である。また陸軍の軍服を規範に作られた詰め襟の洋服である学生服が男子学生の制服として採用された。
1872年（明治5年）に太政官布告で「大礼服並上下一般通常礼服ヲ定メ、衣冠ヲ祭服トナシ、直垂、直衣、裃等ヲ廃ス」として和服は祭事のみで、洋服が正式になった。
1881年（明治14年）に勅任官、奏任官の夫人に対し袿袴の制に定められ、大正期末頃までは袿袴を着用する人が多かった。臣下の女性にとって洋服は高価なため。
明治・大正時代には、女学生の間に行灯袴などの袴姿が流行した。これが日本文化として定着し、現在でも、入学式・卒業式などで、袴を正装の一部として好んで着用されている。女性は華族や女子教育にあたる教員など一部を除きもっぱら和服であったが、大正時代後期から、女学校の制服にそれまでの袴に代えて洋服であるセーラー服が採用される例が増える。
この頃、日本の女性の衣服を洋服に変えていこうと主張・運動する女性達がいた。1922年（大正11年）5月4日から11日までに開かれた生活改善講習会において、塚本はま子は「衣服の改善」という題の講習の中で、「現代社会に適合した美的且つ便利、経済的な改善を斬新的に行っていくこと。方向としては洋服のみの生活を示唆している」と述べ、また嘉悦孝子は『經濟改善 是からの裁縫』（けいざいかいぜん これからのさいほう、日本服装改善会出版部、1922年）の序文で「私は日本服装改善の到達点は、洋服か洋服に近いものであらうと存じます」と書いている。
1923年（大正12年）の関東大震災では、身体の動作を妨げる構造である和服を着用していた女性の被害が多かったことから、翌1924年（大正13年）に「東京婦人子供服組合」が発足し、女性の服装にも西洋化が進むことになる。
男性の洋装は正式なものとして認められたが、女性の洋装化はすすまなかった。当時衣服は家庭であつらえるものであったが洋裁の知識はまだ普及しておらず、社会の洋風化に洋服の供給が追いつかなかったためである。一方で女性の社会進出も進み、普段着とは違う「外出着」の需要が高まった。また、身分制度の撤廃に伴って庶民に課せられていた衣料素材の制限がなくなったことから、和服においても、それまで無地や地味な色の縞模様などばかりであったのが、大正末期から昭和初期にかけて、華やかで自由な色柄のものが広く着用されるようになった。第一次世界大戦後の国内の好景気も相まって、金糸や銀糸、漆糸を用いたものも登場した。
- 1870年頃の和服の日本人女性
- 楠本高子。1872年に撮影
- 1880年頃、日下部金兵衛による写真
- 1880年代、日下部金兵衛による写真
- 日下部金兵衛による写真、庶民の服装
- 1889年の結婚写真。新郎は紋付羽織袴、新婦は黒の引き振袖
- 1899年、胸元に筥迫をはさんだ女児
- 1904年、筥迫をはさみ、五つ紋の振袖を着た少女。裾にはふきが入っている
- 1911年、着物姿の男児たち。左から2番目の子は洋装のエプロンをしている
- 1914年、袴姿の少女たち
- 1920年頃、久邇宮邸にて、久邇宮邦彦王一家。（左から2人目の着座の女性は後の香淳皇后となる良子女王）
- 1920年の外交官一家の家族写真
- 1920年、高橋是清の家族。日傘やカンカン帽など洋装のアイテムを取り入れたモダンな装い
- 1920年、長羽織を着た四王天延孝夫人
- 1931年、結婚式のために白無垢を着た女性

### 昭和（戦前・戦中）
1881年（明治14年）から1945年（昭和20年）頃まで、日本の女子教育では、和服などの布製品を作るための裁縫の授業が必修課目であった。家中の着物や布団などを仕立て、繕うことは、家庭において女性が担う重要な家事とされていたため、女性には和裁の基本的な技術が必須とされたためである。
1935年にアメリカ合衆国のデュポン社は、ナイロンという化学繊維を合成することに成功し、1939年頃からナイロンが工場で大量生産されるようになった。ナイロンは絹の代替品として使われたため、対外的な日本の絹糸・絹製品の輸出は減少していった。
1938年（昭和13年）、『婦人公論』の誌上で、非常時女子服のコンテストが行われた。
1939年（昭和14年）11月14日から同年12月10日まで、日本政府は男性用の国民服の様式の案を広く一般から懸賞を付けて募集した。応募された案の審査が行われ、意見交換や様式の変更がなされた後、1940年（昭和15年）7月6日、「奢侈品等製造販売制限規則」が公布され、同年7月7日に施行される(通称「七・七禁令」)。絵羽模様のもの、刺繍、金銀糸を使用したもの、紬でも高価なもの等が贅沢品とされ、禁止される。これにより、白色の半衿が流行する。
1940年（昭和15年）11月2日に日本政府（当時近衛文麿首相、第2次近衛内閣）は、「国民服令」という勅令を施行した。その国民服令の中で、男性用の正装の衣服として、国民服を定義した。国民服は洋服である。国民服は、正装かつ礼服であり、背広服を着るような場面で着る服だと決められた。それ以外のときは、国民服を着る義務はなかった。結婚式の新郎が正装するときや葬式に出席するときは、男性は国民服で礼装した。
国民服は民間業者により大量生産され、国民服配給会社により配給された。裕福な男性の中には個々の体型に合わせて採寸して国民服が仕立てられたこともあった。大日本国民服協会は、国民服の日本国民への普及を目的とし、『国民服』という定期刊行物を出版、配布した。1945年（昭和20年）の終戦までの間、生産される男性用の衣服は国民服ばかりになっていた上、本土決戦の機運が高まり、強制されなくても国民服を着ざるをえない男性が増えていった。
また、日米開戦翌年の1942年（昭和17年）に厚生省（現在の厚生労働省）は、女性用の新しい様式の服を婦人標準服と名付けて発表した。この目的の1つは、材料の布の節約である。婦人標準服に関する公的な文書として残されているのは、婦人標準服を定める前に書かれた次官会議諒解事項「婦人標準服制定に関する件」だけである。これは、どのようなデザインの婦人標準服が望ましいのかが書かれている文書であり、具体的なデザインを決めた文書ではない。6番目の項目には、「婦人標準服の制作が各家庭で行われることを前提にして、婦人標準服のデザインを決めるべきである」という旨の記述がある。
婦人標準服には、洋服の特徴を持つ「甲型」というタイプと、和服の特徴を持つ「乙型」というタイプがあり、それぞれに、いくつかの様式の服の形が決められた。甲型には、上半身を覆う服とスカートに分かれている様式と、裾がスカート状のワンピース型の様式があった。乙型の様式の1つに、和服を上半身と下半身に分けて、袖丈を短くしたものがあった。これは、上下に分かれたツーピース型の和服である。
「活動衣」と呼ばれる実用性を最優先させた様式もあり、甲型の下半身はスラックス型で、乙型の下半身は、もんぺである。もんぺは袴の一種で、1930年代頃までは、北海道・東北地方で、防寒用、農作業、または普段着として使われていた。もんぺの腰の部分にゴム紐がないのは戦争のせいでゴムが足りなくなったからだという説があるが、元々もんぺはゴム紐ではなく布の紐で腰を結ぶ服だった。
婦人標準服は、国民服のように大量生産されることも、大量に配給されることもなく、各家庭で余剰布や古着を原料として、自家裁縫で婦人標準服に作り替え、自身や家族の服として着るという形だった。着用や制作が強制されることはなく、各家庭の判断に委ねられていた。そのため、婦人標準服とは少し違う個性的なデザインの服も作る人もいた。婦人雑誌などの付録では「有事特別付録」と称して標準服の型紙が付いた号も出版されている。
婦人標準服はほとんど普及しなかったが、1940年（昭和15年）頃から、女性が家の外で作業するときに、もんぺが政府から推奨される機会は徐々に増えていった。防空演習への参加時には、女性はもんぺなどの活動的な衣服の着用が推奨されたため、多くの女性が参加時にもんぺを着用した。米軍が日本本土の上空から、民間人をも攻撃対象にして空襲を行う頻度が多くなり、1945年（昭和20年）の終戦前頃は、地域によってはほぼ毎日、空襲による被害を受けるようになっていった。民間人が空襲の被害を受けることが多くなるにつれて、多くの女性がもんぺまたはスラックスを履くようになった。
中山千代が、『日本婦人洋装史』で次のように書いている。「筆者の戦時生活体験にも、婦人標準服は甲型も乙型も着用しなかった。周囲の女性たちも同様であって、標準服両方の着用は、ほとんど行なわれていない。政府の意図した婦人標準服による日本精神の具現は、成功しなかった。しかし、日本本土空襲が始まると、すべての女性はズボンまたはモンペを着用した。これらは婦人標準服の『活動衣』に指定されていたが、婦人標準服として着用されたのではなかった。決戦服と呼ばれたように、絶体絶命的に着用しなければならない服装であった。」
1943年（昭和18年）6月4日に、戦時衣生活簡素化実施要綱が日本の政府（当時東條英機首相、東條内閣）で閣議決定された。本要綱の目的は、日本の国民の衣服を簡素化することと、繊維製品の使用の無駄を省き節約することだった。本要綱そのものは、法的な強制力がない努力義務のガイドラインのようなものであるが、後に戦時衣生活簡素化実施要綱を推進するための法律が制定される。本要綱では、男性用の衣服を新しく制作するときは、色は自由とし、形は、国民服の乙号のタイプか、これに似たものに限定することとした。男性の小学生以外の学生・生徒の制服を新しく制作するときは、国民服の乙号を作ることとした。男性の小学生の制服は規制しないこととした。専門学校以上の女性の学生・生徒の制服を、なるべく婦人標準服に変えてもらうよう働きかけることとした。華美を追求しないものの、女性の美しさを失わない婦人標準服が、大人の女性達の間で普及するように、政府が努力することとした。既に所有している服の着用の禁止や、婦人標準服やもんぺの着用の強制、衣料切符の献納の推奨する記述はない。
しかし、大日本婦人会が定めた「婦人の戦時衣生活実践要綱」は、新調見合せ・婦人標準服着用・衣料切符の節約などの内容が盛り込まれている。戦争が長期化するにつれ、衣料切符で新品の衣類を入手することは、極めて困難になっていった。
1943年（昭和18年）6月16日に日本の政府（東條内閣）は、1940年（昭和15年）11月2日制定の国民服令を緩和する国民服制式特例という勅令を（昭和天皇の名により）施行した。国民服制式特例の第1条により、礼装しない場合の国民服の上衣の色の指定はなくなり、礼装する場合の国民服の上衣と外套の色は、茶褐色、黒色、濃紺色、または白色のいずれかでよいとされた。ただし、上衣と外套の白色を選べるのは暑い地方や暑い夏の時期に限られた。
この頃には大日本婦人会が「女は元禄、男は筒袖」をスローガンとして、着物の袖丈を短くする運動を行った。
1944年（昭和19年）10月30日に小磯内閣（小磯國昭首相）下で、皇室令8号「女子の宮中新通常服」で宮中服を制定。元禄袖の上衣に行灯袴、足元はパンプス。海外からの輸入が禁止され洋服生地が入らなくなり、無地の和服地で上下が一反分で作れ、帯が無く簡単に着られた。1940年（昭和15年）の男子の国民服が制定、1942年（昭和17年）の婦人標準服として腰丈の着物ともんぺが制定され、国民と共にある皇室で国民生活に配慮し宮中服が考案された。皇族妃以上は紋緞子、女官以下は綸子を礼装に、平常時は皇族妃も紋綸子または洋服地。
- 北白川宮永久王・祥子妃の結婚式（1935年1月）
- 昭和天皇一家（1936年）
- 振袖に身を包んだ女性（1936年頃）
- 吉川英治夫妻、1937年（昭和12年）
- 成子内親王（1941年）
- 松尾伝蔵（右）と岡田啓介（左）、1934年（昭和9年）
- 女袴の着用例（1943年・照宮成子内親王）
- 1941年の礼法書より、和服での立ち方作法。少し腰を上げてつま先を立て、片足をわずかに踏み出して静かに立ち、足を揃える。座る場合は逆。

### 戦後
第二次世界大戦が終わった1945年以降の女性達は、空襲がなくなったので、所持していたが着られなかった和服を着るようになった。終戦直後にはもんぺを着る女性も多くいたが、貧しさと戦争を思い出させるもんぺはすぐに廃れていった。
第二次世界大戦後も時世に配慮し宮中服は続き、1951年の貞明皇后の崩御時も香淳皇后以下の妃は黒の宮中服で臨んだ。その後、打掛のような「お掛け」が香淳皇后から直宮の3妃に送られ、新年祝賀の行事は白羽二重の着物の上に、帯留なしで少し細い丸帯を文庫結びし、その上から「お掛け」を羽織り、手には象牙の扇子を持たれる礼装が続く。1954年7月1日「内閣及び総理府関係法令の整理に関する法律」により、宮中服、お掛けなど戦中の服制を含む明治以来の服装令は廃止される。
しかし、和服が高価であり着付けが煩わしいことなどが原因となってか、安価で実用的な洋服の流行には敵わず、徐々に和服を普段着とする人の割合は少なくなっていった。ただし、1965年から1975年頃までは、和服を普段着として着る女性を見かけることが多かった。その頃に和服の人気を押し上げ、流行させたのはウールで仕立てられたウール着物である。ウール着物は色彩が美しく、カジュアルで気軽に着られる普段着の和服として日本中の女性の間で流行となった。しかし、その後も和服ではなく洋服を着る人の割合が増え、呉服業界（呉服業界とは、和服・反物の生産・販売(呉服商等)の産業のこと）は不振に追い込まれた。呉服業界が、販売促進の目的で、種々の場面で必要とされる和服の条件というような約束事を作って宣伝した。このため、庶民は「和服は難しい」というイメージをより強く持つようになった。この結果、呉服業界はさらに不振になり、反物など織物生産を担う業界の倒産が相次いだ。
1960年代までは自宅での日常着として和服を着る男性も多く存在し、当時の映画・漫画などでの描写からもうかがえるが）、次第に姿を消していった。またこの頃にはモータリゼーションが始まるが、運転には不向きだった。女性の和服は「おはしょり」（腰の部分の折り上げ）があるため身長の高低にあまり関係なく世代間で譲り渡すことができるのに対し、男性の和服は対丈（おはしょりを作らない）で着やすい反面、身長が合わないと他人から譲り受けることができない。そのため、戦後世代の男性が戦前・戦中世代の和服を譲り受けることができず、日常着としても着られなくなった。
- 1952年の茨城県の農婦。農村の働き着は昭和に入っても和装が一般的であった。
- 1956年、和服を着た南部あき（服飾評論家)
- 1956年、当時の最先端の着物。左は洋服地で仕立てられている。
- 1956年、和装コートが一般的になり始めた頃。
- 1957年、ウール着物。現在と違い、体に沿ったラインで着付けられている。
- 1957年、茶羽織。普段着用の気軽な羽織ものとして発明された。
- 1960年代の石巻、和服を着た児童。地方では当時も普通に見られた。
- 1969年の札幌。洋服の若い女性たちの中に、和服に割烹着姿の年配女性がいる。

### 平成以降
日常的に和服を着る女性を見かける機会は少なくなった。
テレビドラマ『名古屋嫁入り物語』に見られる嫁入り家具の引き出しに和服を入れて嫁ぐ風習も、2000年代以降は廃れつつある。夫婦共働きで女性が和服を着る機会も洋装で済ますので、昭和時代までは質草になった和服の需要が減少。和服リサイクル業者の買取価格も、新品購入価格の100分の1以下に査定されるので、嫁入り道具に和服を持参する女性が少なくなった。
ただし1990年代後期からアンティーク着物（昭和初期以前のもの）やリサイクル着物（昭和中期以降）を扱う店が激増し、雑誌を火付け役として女性の間で徐々に着物ブームが起こってはいる。これまでと異なるのは、従来の約束事にこだわらず洋服感覚で着る人が増えたことである。洋服地で着物や帯を作ったり、洋服と重ね着したり、足下にパンプスやブーツを履いたり、帯揚げにレースを使うなど新鮮な着こなしが楽しまれている。
また冠婚葬祭（お宮参り・七五三・成人式・卒業式・結婚式といった行事）に限れば着用する女性はいる。浴衣については、花火大会・夏祭りの衣装としては浸透しており、平成期になって柄・素材とも多彩になり、かつての「湯上がり着の延長」だった時代とは見違えるほど鮮やかでファッション性も高く、「ギャル浴衣」なども登場している。デパートなどは開放的な水着ファッションと、隠して魅せる浴衣という二本柱で夏の商戦を仕掛けている。
女児用の浴衣として浴衣の上着に膝丈スカートを合わせた浴衣ドレスというものが出てきた。

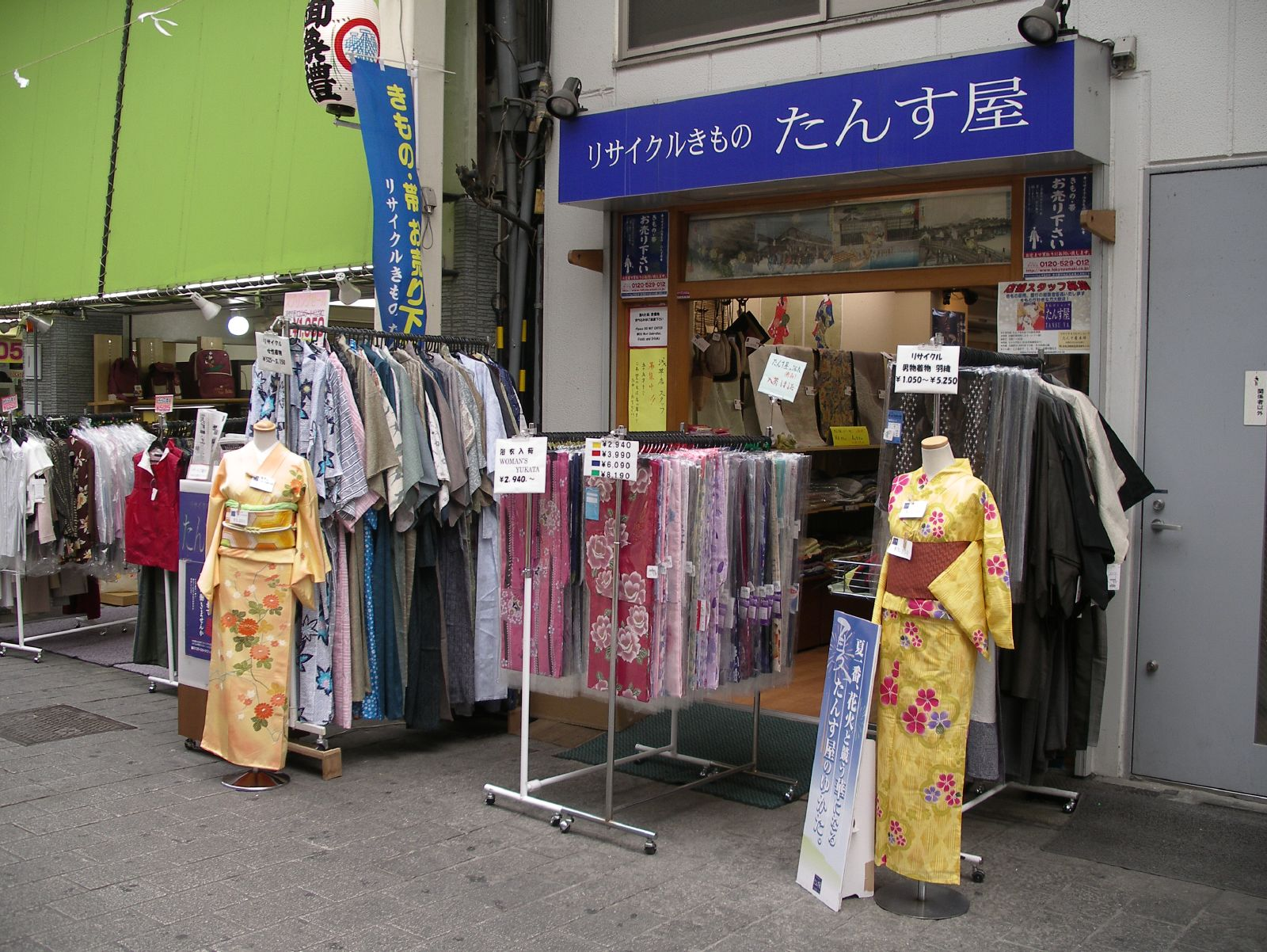
リサイクル着物チェーン店の例

2018年の経済産業省による調査で、20歳代女性の73％が「着物を着てみたい」と回答するなど潜在的需要はあるものの、希望購入価格帯は「5万円以下」が最多で、着物販売業者の中心価格帯（10万-30万円）より低い。コンサルタントの分析によると、女性用振袖については「レンタル5割、購入3割、親から受け継ぐ娘が2割」程度であるという。昔からあった古着店に加えてレンタルも広がっており、新品の着物を生産・販売する事業者は苦しい状況にある。企業がレンタル専用の在庫を持つ以外に、個人が持つ着物の他人への貸し出しを仲介するシェアリングも行われている。
ファッションとしての浴衣は男性にもある程度着られているが、女性ほど一般的ではない。また、日常的に和服を着る男性は、女性と比べて少なく、作務衣や甚平が仏教の僧侶などや職人など少数の男性に好んで着られているほかは、ほとんど見かけなくなっている。一方で、男性の和服着用を推進する運動も、インターネットなどを中心に一部で起こっている。
上記のような状況に対応して、和服業界も、デニム生地など現代の生活で着やすいような伸縮・撥水性に優れた生地を使ったり、洋服や革靴と合わせやすいデザインにしたりする商品を開発・販売して、需要の開拓を図っている。
基本的に着物は手縫いで作られるが、近年では浴衣を初めとしてミシン縫製のものも増えている。和裁人口の減少により、従来の手縫いが要求される場合にはベトナムで縫製されることも増えている。また、大島紬には韓国製のものも存在する。
宮中では答礼晩餐会（リターンバンケット）や園遊会では（男性はドレスコードで、燕尾服やタキシードやモーニングコートなどの洋服、と定められているが）女性皇族は和服礼服を着られるが、（女性の衣服については）明治以来「洋服が和服より格上」という認識は変わっていない。
- 文化服装学院朝日真専任教授は「小学生の卒業式で袴がはやりだしたのは5年ほど前から(2019年当時)。大学の卒業式で袴が流行したのが1990年代そのころの女子大生の子どもが小学校を卒業するようになった最近のこと。」着物業界にとって 少子化により「成人式での需要」が減り、新たなターゲットが（制服のない）「小学校の卒業式」だった[59]。

- 成人式で振袖と紋付・袴を着た若い男女。（2011年、明治神宮にて）
- 成人式で派手な色の振袖を着た若い女性ふたり（2008年、明治神宮にて）
- 和服を着た女性（2007年夏、京都・祇園の花街にて）
- 着物を着た日本人女性（2003年）
- 福岡市役所で着物を着た日本の女性（2018年）
- 浴衣（これも和服の一種）を着た若い女性たち（2006年）
- 小唄を聞かせる、祇園の芸者と舞妓。（2004年、祇園の花街にて）
- 男性向きの、柄を統一した、 甚平・巾着・団扇のセット。（2008年）

## 冠婚葬祭における和装

### 婚礼
室町時代の武家女性の婚儀における服装は、練絹の白小袖に幸菱模様を織り出した白の打掛を重ねる形式が一般的であった。室町時代には、花嫁は白無垢姿で二日間を過ごし、三日目に色物に着替えたといわれ、これが「色直し」の起源となっている。
江戸時代の婚儀においては、下に練絹の白小袖を一枚あるいは二枚着て、その上に幸菱模様の白地の綾白小袖を重ね、さらに白地幸菱模様の打掛を着用することが多かった。色直しについても室町時代同様に行われることもあったが、三々九度の儀式の直後に婿方から贈られた小袖（実際には打掛）に着替えることもあった。嫁方が白無垢を用意する一方、色直しの衣裳は婿方が用意したとみられ、白地の振袖の上に、白、赤、黒の順に着替えていく方式が一般的であったとされる。
江戸時代末期から明治時代になると、白地の振袖の上に赤地の振袖を重ね、さらにその上に黒地の振袖あるいは打掛を順に重ねる「三つ襲」も始まったとされ、これは江戸時代の色直しにおける打掛の着用順序に準じて重ね着されたものと考える説もある。
- 神道形式の結婚式における新郎と新婦。花婿が紋付・袴を、花嫁が色打掛を着用している。結婚式の和装としてのこの組み合わせは明治以後に一般的となった[61]。
- 結婚式で「白無垢」と呼ばれる和服を着て「角隠し（つのかくし）」を頭につけた日本人女性（2004年6月）

### 葬礼
江戸時代後期の喪服の主流は白喪服で、男性は白の裃や浅葱色の喪服、女性は白無垢あるいは白い着物を着るのが一般的だった。略式で白い布を肩にかけることがあったが基本的に黒は使われなかった。
明治維新後、1872年（明治5年）に新政府の文官の衣装として大礼服と通常礼服が制定され、この制定が黒を基調とする喪服の原型になったとされる。
当初の使用例は年中宮中行事や任命式の時などあくまでも礼服として制定され、葬儀に限定するものではなかったが、1878年（明治11年）の大久保利通の葬儀において参列者の多くが大礼服を着用し喪章として黒いネクタイを使用したことから喪服のイメージが黒へと変化したとされる。しかし、上流階級では喪服の色は黒へと変化していったが、庶民の間では白い喪服が使用されていた。
このような状況が大きく変化したのが1897年（明治30年）の英照皇太后の大喪で、一般市民も30日間喪に服することとなり、国中喪期間庶民喪服心得として庶民の喪服が規定され、礼服を着用する場合には和服の場合には紋付羽織袴で色は黒色、左肩に喪章として黒い布を巻くこととされた（洋服の場合は通常礼服に白い手袋とネクタイを着用して黒布で纏う、喪服を着用しない場合は黒布を左腕に巻くこととされた）。
戦時期には1940年（昭和15年）に制定された国民服を着用して葬儀に参列することが一般的となった。
戦後、喪服は国民服から元の黒のスーツスタイルや着物に戻ったが、1954年（昭和29年）の洋裁ブームの影響もあって女性の洋装喪服が浸透していった。

## 特定の職業における和装
能や狂言、歌舞伎などの伝統芸能、神主や僧侶などの宗教者のように、各分野で特定の着物（装束）が用いられることがあり、分野ごとに欠くことができないものとなっている。
- 日本の仏教僧
- 神官・巫女など神道の聖職者
- 巫女装束
  - 女性神職装束
  - 袙（あこめ）
  - 小忌衣（おみごろも）
  - 汗衫（かざみ）
  - 千早（ちはや）
  - 緋袴（ひのはかま）
- 能楽・歌舞伎・日本舞踊・講談・落語・雅楽・茶道・華道・詩吟等伝統芸能の従事者
- 芸者と舞妓
- 相撲の取り組みの行司・呼び出し・審判員（勝負審判）
- 力士
- 仲居（仲居は日本旅館・温泉旅館・日本料理店などで料理を運ぶなどの接客サービスを行う職業である）
- 将棋棋士（タイトル戦他重要な対局の際）
- 競技かるた（主に名人位、クイーン位決定戦の際）

次に挙げるスポーツでは、選手は専用の和服や道着を着用する。道着も前を合わせて帯を締めるという構造上、また種目によっては（剣道・弓道など）袴を着用することから、和服の一種であるといえる。これらの衣服は、剣道・弓道具店、スポーツ用品店で販売されている。
- 剣道
- 柔道
- 居合道
- 空手道
- 合気道
- 弓道
- なぎなた
- 少林寺拳法
- その他日本の武道

## 関連職業
- 着付け
  - 全日本着付け技能センター - 着付け技能士
- 洗張
  - 吉本 (着物クリーニング)
- 日本の染織工芸
  - 藍染め
- 刺し子
- 和裁、和裁士[63]
- 悉皆屋 - 和服の洗濯・補修など手入れ、染め直し、相談などのサービス業[64]。
- 雑誌『七緒』
- 着物モデル

### 着物デザイナー

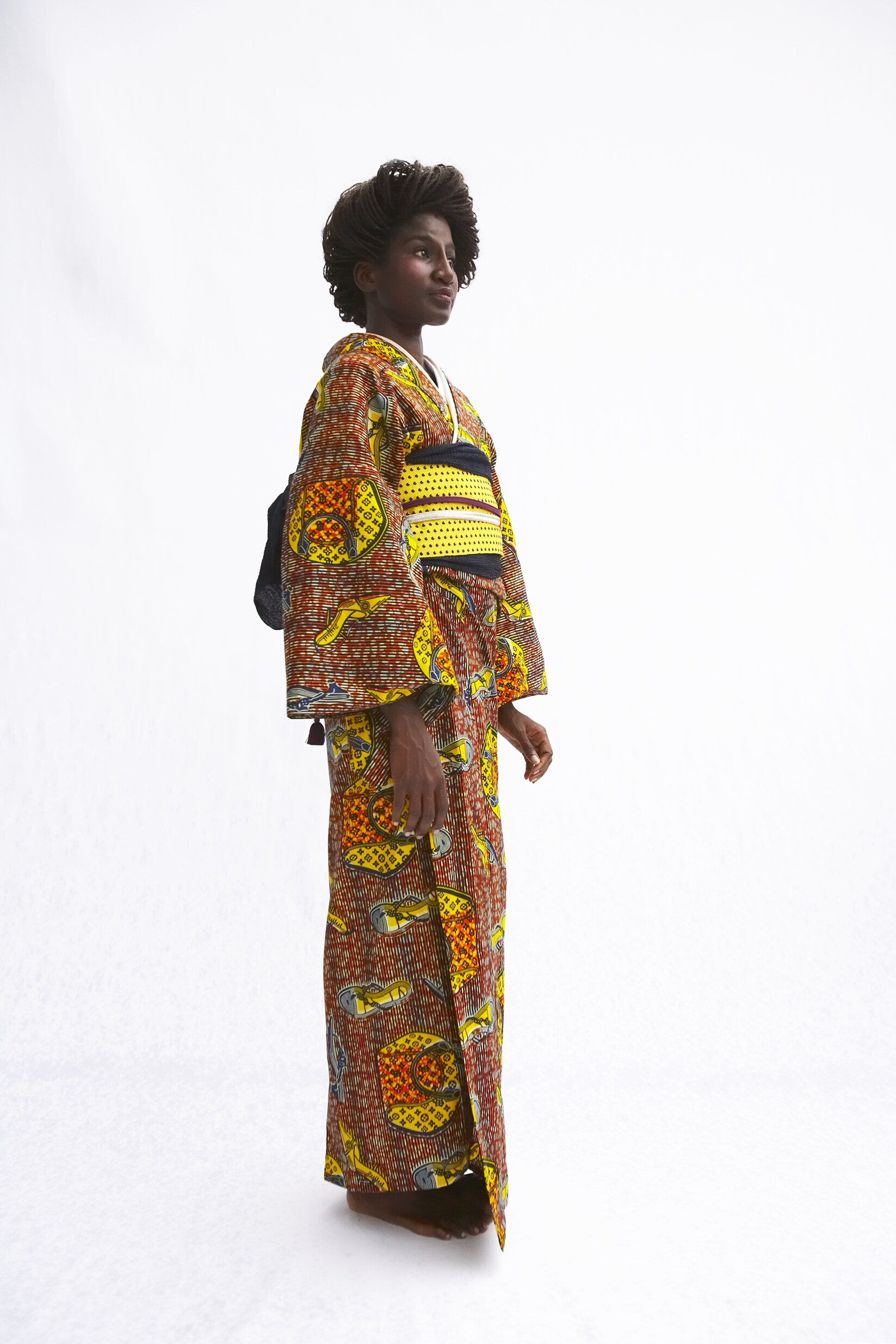
カメルーン出身のデザイナーセルジュ・ムアングの着物(2009年)。

- 大塚末子
- 小泉清子
- 池田重子
- 宇野千代
- 竹久夢二
- 中原淳一
- 山本寛斎
- 高畠華宵
- 池田重子
- 森英恵
- ヒロミチナカノ
- コシノジュンコ
- 桂由美
- きよ彦
- ツモリチサト
- 斉藤上太郎
- 長艸敏明
- 小川修平
- 岩下志麻
- 京本政樹
- 金田石城
- 金子國義
- 天野喜孝
- 小松美羽
- 永田萌
- 吉野美奈子
- YOSHIKI
- 山口小夜子